# Wodnik molucki
Wodnik molucki, wodnokur molucki (Habroptila wallacii) – gatunek średniej wielkości nielotnego ptaka z rodziny chruścieli (Rallidae), endemiczny dla wyspy Halmahera w archipelagu Moluków w Indonezji. Narażony na wyginięcie.

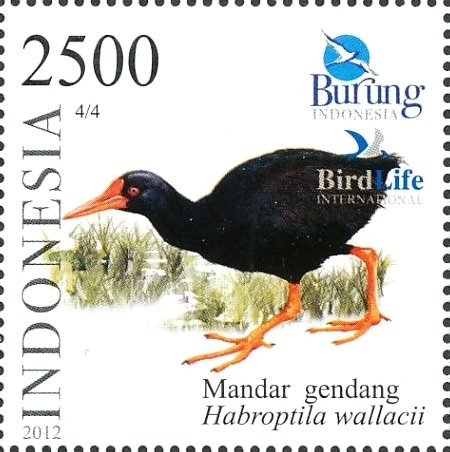
Indonezyjski znaczek z 2012 roku

TaksonomiaGatunek ten opisał George Robert Gray w 1861 roku na łamach „Proceedings of the Zoological Society of London”; do opisu dołączona była tablica barwna o numerze CLXXII. Autor umieścił gatunek w nowo zdefiniowanym przez siebie rodzaju Habroptila. Do tej pory wodnik molucki jest jedynym przedstawicielem tego rodzaju. Niektórzy autorzy umieszczają go w rodzaju Gallirallus. Nie wyróżnia się podgatunków.
MorfologiaWodniki moluckie są nielotnymi ptakami o ciemnym upierzeniu z silnym czerwonym dziobem i czerwonymi nogami. Obrączki oczne oraz płytka czołowa także czerwone. Obie płcie są do siebie podobne. Długość ciała około 40 cm (inne źródło podaje 35 cm).
Zasięg występowaniaWodnik molucki jest endemitem wyspy Halmahera w archipelagu Moluków w Indonezji. W 2012 roku stwierdzono dwa osobniki na wyspie Obi położonej na południe od Halmahery, a jak się okazało, ptak ten był znany miejscowej ludności. Status gatunku na wyspie Obi wymaga dalszych badań.
Ekologia i zachowanieWystępuje na bagnistych obszarach leśnych. Jest skryty i płochliwy. Spotykany pojedynczo lub w parach, jak skrada się po dnie lasu.
W 2011 roku po raz pierwszy opisano gniazdo wodnika moluckiego. Odnalezione zostało w listopadzie 2010; znajdowało się w płytkim zagłębieniu na szczycie zgniłego pnia Calophyllum inophyllum (drzewo z rodziny gumiakowatych), około 1 m nad ziemią. Podstawę gniazda stanowiły drobne, zbutwiałe kawałki drewna, nieregularnie wyścielone suchymi liśćmi. Dwa niedawno wyklute pisklęta były całkowicie pokryte czarnym puchem, z rzucającymi się w oczy, ostrymi i zakrzywionymi białymi pazurami i różowawą nagą skórą palców; ich oczy miały błękitne źrenice i szare tęczówki, ale obrączki oczne były bezbarwne; tępy dziób czarny z jasną końcówką; nogi brązowe z czarnymi smugami.
StatusIUCN uznaje wodnika moluckiego za gatunek narażony na wyginięcie (VU, Vulnerable). Liczebność populacji szacuje się na 2500–9999 dorosłych osobników. BirdLife International ocenia trend liczebności jako spadkowy ze względu na utratę siedlisk spowodowaną wylesianiem i pozyskiwaniem drewna, obecność introdukowanych drapieżników oraz polowania.